# Дејвид Гарет
Давид Кристијан Бонгарц (Ахен, 4. септембар 1980), познатији под уметничким именом Дејвид Гарет, немачки је виолиниста.

## Биографија

### Детињство
Рођен је у Ахену. Мајка му је америчка прима балерина Дав Гарет Дов Гарет а отац Георг Бонгарц.
Са три године се први пут сусрео са виолином. Прве часове је добио од свог оца, који је био правник, а поред тога и музички учитељ. У петој години победио је на немачком такмичењу младих музичара „Младост музичира“. Када је напунио осам година, родитељи су одлучили да им син наступа под презименом мајке (Гарет), ради лакшег изговора. Са 12 година је већ имао музички уговор. Заједно са Клаудиом Абадом увежбао је Моцартове виолинске концерте. Гарет је рекао да је као дете вежбао по осам сати дневно.
Након завршетка средње школе уписао се, под притиском родитеља, на музичку академију у Лондону иако је хтео отићи за Њујорк. Убрзо је избачен с академије због недоласка на часове, па се са 19 година преселио код брата, који је тада живео и студирао у Њујорку. Гарет је у једном интервјуу рекао: „Увек су ми наметнули шта да свирам, где да наступим, шта на интервјуу да кажем, а шта не.“

### Каријера
Прву Страдивари виолину добио је у 11. години, од немачког председника Рихарда фон Вајцзакера, након што је свирао за њега. У 13. години је снимио две плоче, које су се појавиле на немачкој и холандској телевизији и наступио је у резиденцији председника Савезне Републике Немачке, на лични позив председника, који му је понудио чувену Страдиваријеву виолину "Сан Лоренцо", која је међу најбољим инструментима "златног периода". У априлу 1997. свирао је са Минхенском филхармонијом под руководством Зубина Мехте у Њу Делхију и Мумбају поводом 50. годишњице независности Индије. Две године касније свирао је са симфонијским оркестром у Берлину под руководством Рафаела Фрухбека де Бургоса, где су га критичари нахвалили.
Гаретов албум Encore, из 2008. имао је за циљ да буди интересовање младих за класичну музику. Издање садржи аранжмане и композиције његових личних комада који су га до тада пратиле у животу. Заједно са својим бендом, који се састоји од клавијатуре, гитаре и бубњева, он држи концерте који укључују класичне сонате (у пратњи једног концертног клавира), аранжмане, композиције, као и рок песме и филмске теме.. У јесен Године 2007. изабран је од фирме Монтбланк (чији су артикли познати по целом свету) за представника њених нових оловки под називом Tributo ad Antonio Stradivari. Презентација се одвила на неколико места: Рим, Њујорк, Хонгконг, Берлин и Лондон. Овом приликом Гарету је понуђена Страдивари из Gli Archi di Palazzo колекције.
Наступао је у финалу Лиге шампиона 19. маја 2012, заједно са немачким певачем Јонасом Кауфманом. Године 2014. најављен је нови кросовер концерт.
Тумачио је и главну улогу у филму "The Devil's Violinist", као познати виолиниста из 19. века Николо Паганини.

## Инструменти
Гарет поседује неколико драгоцених виолина. Једна од њих је виолина чији је творац Ђовани Батиста Гуаданини из 1772. Такође поседује и две виолине Антонија Страдиварија: једна је из 1718, а друга из 1716, коју је раније поседовао Адолф Буш.

### Досигнућа
Од 2008. до 2010. држао је рекорд као најбржи виолиниста на свету. 
Од 2008. до 2009. био је представник Унеска.

### Албуми
- 1995: Mozart: violin concertos
- 1995: Violin Sonata
- 1997: Paganini Caprices
- 1997: Tchaikovsky, Conus: Violin Concertos
- 2002: Pure Classics
- 2007: Free
- 2007: Virtuoso
- 2008: David Garrett
- 2008: Encore
- 2009: Classic Romance
- 2010: Rock Symphonies
- 2011: Legacy
- 2012: Music
- 2013: 14
- 2013: Garrett vs. Paganini
- 2014: Caprice
- 2014: Timeless – Brahms & Bruch Violin Concertos